# Ivanildo Rodrigues
Ivanildo Rodrigues dos Santos (Brasile, 12 dicembre 1988) è un calciatore brasiliano naturalizzato qatariota, portiere svincolato.

## Carriera
Il 12 dicembre 2012 durante la partita dell'Al Jaish contro l'Al Rayyan, Ivanildo ha battuto un rinvio dal fondo mandando direttamente la palla in calcio d'angolo, facendolo diventare famoso grazie alla popolarità che ha avuto il video in internet. È stato nominato il peggior rinvio dal fondo di sempre dal Daily Mail.